# ابراهیم بن یحیی عاملی
ابراهیم بن یحیی عامِلی (۱۷۴۱ – ۱۸۰۰) عالم و شاعر شیعی لبنانی نیمه دوم قرن ۱۲ هجری و معاصر علامه بحرالعلوم است.

## نسب
نسب شیخ ابراهیم عالمی بدین صورت است: ابراهیم بن یحیی بن محمد بن سلیمان مخزومی عاملی) 

## تولد
شیخ ابراهیم عالمی در سال ۱۱۵۴ ق دیده به جهان گشود.

## زندگی
شیخ ابراهیم فقیه شیعه، ادیب و شاعر شامی لبنانی در سدهٔ دوازده و ابتدای سده سیزده قمری برابر سده هجدهم میلادی بود. 

## زادگاه
او در روستای طیبه، جبل عامل به دنیا آمد. 

## تحصیلات ایران و عراق
وی پس از تحصیلات مقدماتی در لبنان به اصفهان رفت و ۱۰ سال آنجا ساکن بود. سپس به نجف کوچید و آنجا تحصیلات خود را ادامه داد. 

## هجرت به دمشق
او بعدها به دمشق پناه برد و همان‌جا درگذشت. 

## آثار و تالیفات
او منظوماتش را در دیوانی کامل گرد آورد. الصراط المستقیم در فقه شیعه، الجمانة النضیدة نیز از آثار اوست.

## مدفن
قبر وی در حرم حضرت سکینه در شهر دمشق است.